# Акціонування
Акціонува́ння — форма приватизації майна державної та приватної форм власності, за якої здійснюється перетворення частини державної чи приватної власності в акціонерну, коли співвласниками даного підприємства можуть бути його окремі працівники, трудовий колектив і держава. Водночас відбувається передача господарських функцій від державних організацій чи установ акціонерним товариствам. Держава може бути одним із співвласників акціонованого майна, як й інші акціонери і брати участь у господарській діяльності та розподілі прибутків.